# Гюсейн Озкан
Гюсейн Озкан (тур. Hüseyin Özkan; раніше — Хаса́н Делімбе́кович Бісулта́нов нар. 20 січня 1972, Аргун, Чечня, Росія) — турецький, раніше російський, дзюдоїст, олімпійський чемпіон 2000 року, багаторазовий призер чемпіонатів світу та Європи.

## Біографія
Хасан Бісултанов народився 20 січня 1972 року в місті Аргун, Республіка Чечня. У школі почав активно займатися дзюдо, та згодом виконав норматив мастера спорту. Після закінчення школи був призваний в армію, однак продовжував тренуватися та виступати на міжнародних змаганнях. У 1990 та 1991 році ставав чемпіоном СРСР серед молоді, а також у 1991 році став чемпіоном Європи серед юніорів. У 1993 році зумів стати срібним призером чемпіонату Європи. У 1994 році на території Чечні почалася війна, у зв'язку з чим Хасан був змушений переїхати в іншу країну задля продовження своєї спортивної кар'єри. Спортсмен вирішив прийняти турецьке громадянство та взяв собі ім'я Гюсейн Озкан.
У 1997 році зумів стати чемпіоном Європи. Через два роки спершу став бронзовим призером чемпіонату Європи, а згодом виграв срібло чемпіонату світу. На Олімпійські ігри 2000 року спортсмен їхав у статусі одного з лідерів свооєї вагової категорії. Там він переміг Араша Міресмаелі (Іран), Георгія Георгієва (Болгарія), Жана Гуанджу (Китай), Патріка ван Келкена (Нідерланди) та дойшов до фіналу. Там він зустрівся з французьким дзюдоїстом Патріком Бенбудаудом, якому програв у фіналі останнього чемпіонату світу. Гюсейн успішно взяв реванш за цю поразку та став першим в історії Туреччини олімпійським чемпіоном з дзюдо (окрім цього перший чеченський олімпійський чемпіон з дзюдо).
Гюсейн продовжував свої виступи, однак через часті травми не зумів стабільно показувати вагомі результати. Останнім вагомим досягненням стала бронзова медаль чемпіонату Європи у 2003 році. Планував виступити на Олімпійських іграх 2004 року, але ще одна травма, яку отримав спортсмен, не дозволила йому це зробити. Згодом вирішив завершити спортивну кар'єру та перейти на тренерську роботу. Працює у клубі «Коджаелі Бююкшехір Беледіеспор», а також з національними збірними Туреччини.
Має молодшого брата Адлана, який також займається дзюдо, а також самбо.

## Виступи на Олімпіадах
| Олімпіада   | Дисципліна | Місце |
| ----------- | ---------- | ----- |
| Сідней 2000 | до 66 кг   | 1     |